# Crucero del Carmen
Crucero del Carmen är en ort i Mexiko.   Den ligger i kommunen Matehuala och delstaten San Luis Potosí, i den centrala delen av landet, 500 km norr om huvudstaden Mexico City. Crucero del Carmen ligger 1 369 meter över havet och antalet invånare är 114.
Terrängen runt Crucero del Carmen är varierad. Runt Crucero del Carmen är det ganska tätbefolkat, med 75 invånare per kvadratkilometer. Närmaste större samhälle är San Antonio de las Barrancas, 9,3 km sydväst om Crucero del Carmen. Omgivningarna runt Crucero del Carmen är i huvudsak ett öppet busklandskap.